# Chiesa di San Leonardo (Cadenazzo)
La chiesa parrocchiale di San Leonardo è un edificio religioso che si trova a Robasacco, frazione di Cadenazzo, in Canton Ticino.

## Storia
Sul sito ove sorge la chiesa era presente un edificio precedente, documentato già in documenti storici del 1205. L'attuale costruzione venne eretta nel 1593 e subì un successivo ampliamento nel 1870.

## Descrizione
La chiesa si presenta con una pianta a navata unica. Nel coro si trovano due finestre in stile romanico che appartenevano all'antico edificio preesistente.